# Picture Transfer Protocol
Picture Transfer Protocol (PTP) – protokół umożliwiający przesyłanie zdjęć z aparatów cyfrowych do komputerów bez konieczności instalowania sterownika urządzenia.